# Jamie Vincent
Jamie Roy Vincent (Wimbledon, Londres 18 de junio de 1975 - 18 de enero de 2022) fue un futbolista profesional inglés que jugó como defensa.

## Carrera deportiva
Vincent fue "descubierto" por Mick Barba cuando estaba en el Wimbledon, donde  jugó la mayor parte de su juventud antes de comenzar su carrera con Crystal Palace. Con ese equipo anotó  su primer gol profesional en un juego de la Liga Inglesa contra Southend United en octubre de 1995. Aun así, después de un periodo de préstamo exitoso con el AFC Bournemouth,  firmó y apareció como titular en otros 100 partidos de la liga inglesa. A lo largo de su carrera, jugó hasta con diez equipos diferentes en varias localidades de Inglaterra.
Vincent murió el 18 de enero de 2022, a los 46 años.